# 岡田有花
岡田 有花（おかだ ゆか、1978年10月13日 - ）は元ITmediaの記者、フリーライター、ジャーナリストである。兵庫県出身、親和中学校・親和女子高等学校、京都大学教育学部卒業。IT戦士を自称。

## 略歴
アメリカでのインターン経験を経て、大学を卒業した2003年7月より旧ZDNet Japan編集部の記者となる。2003年、クリスマス・イヴに掲載した記事が評判を呼び、人気となった（#クリスマスの記事についての項を参照）。
配属当時はIT系のニュース記事を書く身にもかかわらず、USBの意味すら知らなかった。しかし、同年7月には既にIT戦士（ITによる効用を世に広める伝道師）としての自我に目覚めていたという。担当記事は、本人が登場するもの以外では主にインターネットに関わるサービスや製品、規格そのもの、またはそれらを提供する企業・団体にまつわるものが多い（はてな、ブログ、SNSなど）。
入社当時の特技は「ケータイの早打ち」。当時はNTTドコモの端末を使用していたが、2008年の時点ではauの端末を使用している（本人はauの当時のサービス等について「守りに入って面白くなくなっている」とコメントしている）。掲載記事については#外部リンクを参照のこと。
及川光博とKANのファンとしても知られる。
2005年6月21日は、日本テレビ系深夜番組『先端研』にゲスト出演。2006年にはエフエム東京『Eyes on Japan』にてYouTubeのコメンテータとして出演した。
2006年9月14日、日本テレビの『NNNきょうの出来事』でmixiの上場に関するニュースでコメントをよせた。
2007年11月27日より、NHK衛星第2の『ザ☆ネットスター!』に準レギュラーコメンテーターとして出演していた。
2011年2月10日にアイティメディア株式会社を退社することを表明、退職は一社員ながら記事になり、ニコニコ動画でライブの引退記者会見を開き、2万人以上の視聴者が集まった。
同年4月1日付で株式会社ロケットスタート（現：株式会社nanapi）に入社し、同社が運営するノウハウ共有サイト「nanapi」の編集業務に携わりつつ、2012年7月より、フリー記者として古巣のITmediaに寄稿している。

## 仕事
取材対象を決める際は、そのサービスを「誰が使うか」を最初に考えると述べている。サービスは人に使われて意味があるものなので、「自分が書きたい」よりも「みんなが読みたいものを書きたい」というスタンスであり、取材で聞きたいことは「どう思って作ったか」だけではなく、「どういうユーザーが集まって、それによって世界がどう変わるのか」であるという。
セカンドライフが業界全体でプッシュされていた2007年7月に「Second Life「不」人気、7つの理由」という記事を公開している。

### クリスマスの記事について
前述の通り2003年、線上のメリークリスマスを前に独りでクリスマスパーティーをするという記事が受け、人気を博した。岡田曰く、2003年当時は「女が1人でクリスマスを過ごす様子を記事にする」こと自体が珍しかったのだという。それ以降毎年、クリスマスイブを独りで過ごす記事を書いている。なお、2003年の線上のメリークリスマスの反響をうけ、本人をモデルにしたフィギュアを内蔵した「線上のメリークリスマスIV」が2004年に製造されたが売れ残り、大量の不良在庫が発生した。
現在は上記『ザ☆ネットスター』などで顔出しをしているが、クリスマスの記事を含めて自身の記事上では顔出しをしないというポリシーを貫いている（但し2010年のクリスマスの記事では顔出しをしている）。その理由を『ザ☆ネットスター』2008年12月号にて「いちいち不細工って書かれるのが凄く嫌だから」とコメントしている。
なお、2018年現在は既婚で、2歳の息子がいることを、自身が執筆したITmedia NEWSの記事内で明かしている。
- 2003年 やっぱりキミは来なかった 「線メリ」と過ごすひとりきりのXmas
- 2004年 今年もキミは来ないのね――聖夜にかけるIT戦士かく闘えり
- 2005年 1人のイブでもアツアツさ――「線メリ」と過ごす3度めのXmas
- 2006年 ITは孤独を救う!?――“2次元彼氏”と過ごすラブラブXmas
- 2007年 初音ミクも活用：1人のイブ、ITにすがりつく
- 2008年 今年は本当に1人じゃないぞ　IT戦士の3Dクリスマス

(2009年はITmedia記者の後輩にあたる小笠原由依が岡田に代わって行った: クリスマス、手作りケーキ片手に王子を探す)
- 2010年 イブが結婚記念日に!?　IT戦士のクリスマス婚活

## 同人活動
ITmediaとの記者としての活動の他に、カニトピクルスというサークル名で、同人活動も行っている。主な作品に「焼き肉焼き鳥恋物語」と「カニトピクルスのTwitter本(仮)」がある。
「焼き肉焼き鳥恋物語」は、カルビやつくねなど、焼き肉屋・焼き鳥屋に出てくるメニューの名前を擬人化した作品であり、ITとは関係ない内容となっている。一方で「カニトピクルスのTwitter本(仮)」はTwitterについてのみが書かれた書籍となっており、岡田らしい内容となっている。

## 著書 記事・論文
- ITmedia news 共著『ネットで人生、変わりましたか？』ソフトバンククリエイティブ、2007年6月1日。ISBN 978-4-7973-3737-2。
- 「著作権問題はカネ次第? Youtubeや2次創作を考える--他人の著作物を活用したクリエイティブな活動が広がるなかで…」『出版ニュース』第2112巻2007年8月中旬号、出版ニュース社、2007年8月11日、6-8頁、NAID 40015471859。
- 「企業の活路(第80回)ヤフー 「10倍挑戦、5倍失敗、2倍成功」でスマホ市場を攻略せよ : 日本最大のネット企業が始めた「ワンピース経営」とは」『プレジデント』第52巻第6号、プレジデント社、2014年3月3日、106-112頁、NAID 40019968297。